# Meth (album)
Meth è il quindicesimo album in studio del rapper statunitense Z-Ro, pubblicato nel 2011.

## Tracce
1. Real or Fake – 3:58
2. Ro & Bun (featuring Bun B) – 4:10
3. Never Had Love – 4:03
4. H-Town Kinda Day (featuring Slim Thug) – 4:17
5. A Southern Girl (featuring Yo Gotti) – 3:36
6. Pig Feet (featuring Dallas Blocker) – 4:05
7. 3 Way Relationship – 4:22
8. Happy Alone – 5:05
9. Murderer (featuring Just Brittany) – 3:10
10. Razor Blade – 4:01
11. No Reason – 3:47
12. When We Ride – 3:51
13. One Mo Time (featuring Willie D) – 4:21
14. That Mo – 3:59